# FC Carl Zeiss Iéna (féminines)
Maillots
Actualités
Le FC Carl Zeiss Iéna est un club de football féminin situé à Iéna dans le land de Thuringe en Allemagne. Le club joue en Bundesliga.
À la réunification allemande, le club a été admis en Bundesliga. Après une saison, le club est redescendu en Regionalliga. Le FF USV Jena est revenu parmi l'élite de 2008 à 2018. En 2020, l'équipe devient la section féminine du FC Carl Zeiss Iéna.

## Entraîneurs
- 1972-199? :  Hugo Weschenfelder
- 2005-2010 :  Heidi Vater
- 2010-novembre 2010 :  Thorsten Zaunmüller
- Novembre 2010-2011 :  Daniel Kraus (intérim)
- 2011-févr. 2012 :  Martina Voss-Tecklenburg
- févr. 2012-2016 :  Daniel Kraus
- 2016-novembre 2016 :  Christian Franz-Pohlmann
- Novembre 2016- :  Katja Greulich

## Palmarès
- Championnat d'Allemagne de deuxième division :
  - Champion (1) : 2021
- Coupe d'Allemagne :
  - Finaliste (1) : 2010

## Identité visuelle

Ancien logo.
Ancien logo.
Logo actuel.